# فیشر بادی

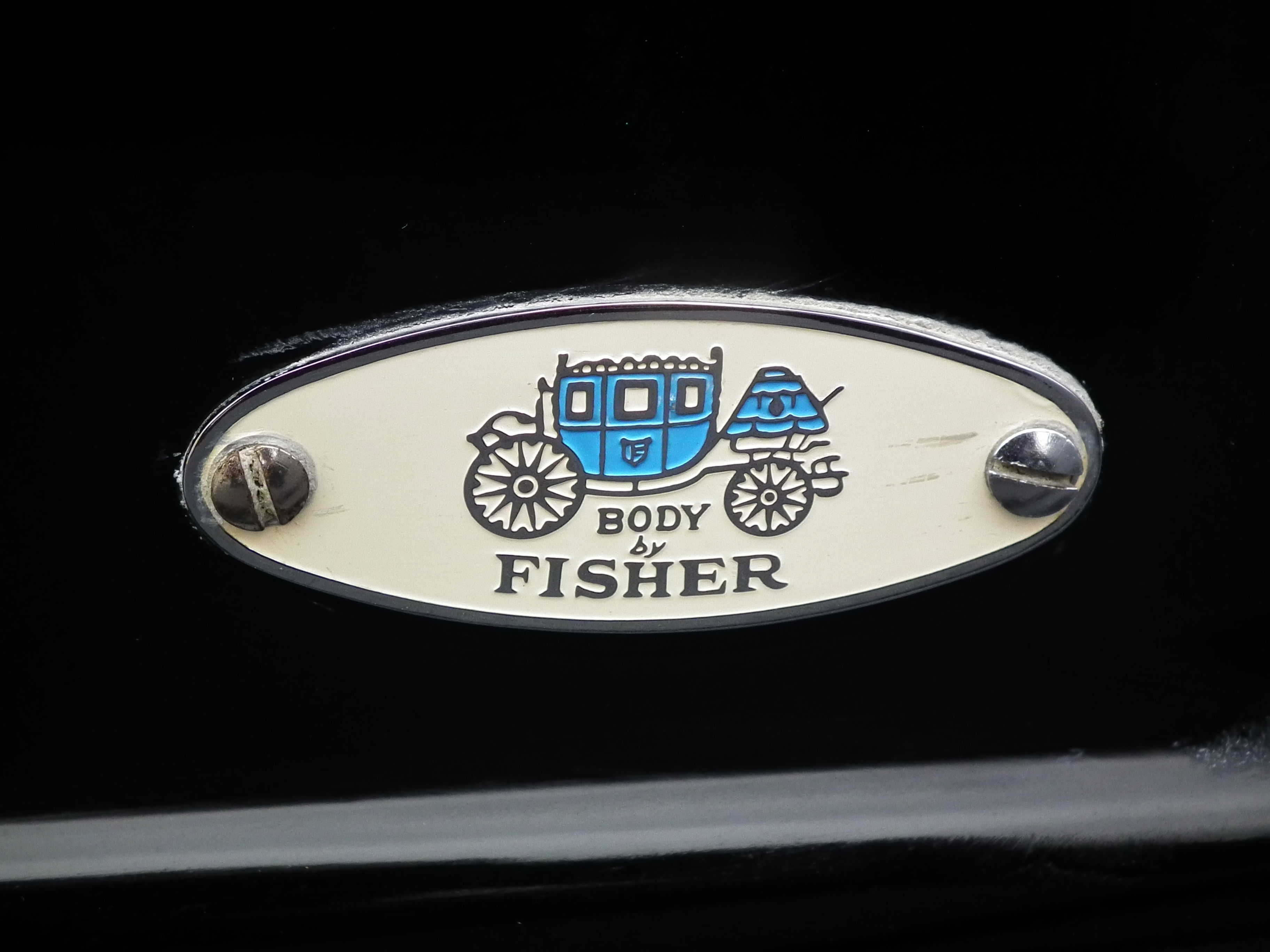
لوگو شرکت فیشر بادی

فیشر بادی(به انگلیسی: Fisher Body) شرکتی است که در زمینهٔ ساخت اتاقک خودرو فعالیت می‌کند و در سال ۱۹۰۸ به وسیلهٔ برادران فیشر در دیترویت میشیگان پایه‌گذاری شد. این شرکت اکنون بخشی از شرکت جنرال موتورز است.

## برادران فیشر
پیشینهٔ فیشر بادی به یک فروشگاه کالسکهٔ اسبی در نورواک، اوهایو در اواخر سدهٔ نوزدهم باز می‌گردد. لارنس پی فیشر(زادهٔ ۱۴ دسامبر ۱۸۵۲ در پرو اهایو-درگذشته در ۲۱ مارس ۱۹۲۱ در نورواک اهایو) و همسرش مارگارت تیزن(زادهُ ۸ ژانویهُ ۱۸۵۷ در بادن آلمان-درگذشته در ۱۳ اکتبر ۱۹۳۶ در دیترویت میشیگان) دارای یک خانواده بزرگ یازده فرزندی بودند. هفت تن از این فرزندان بنیانگذار شرکت فیشر بادی در دیترویت بودند. لارنس و مارگارت در تاریخ ۱۱ مه ۱۸۷۶ در سندوسکی، اوهایو ازدواج کردند. مارگارت تایزن فیشر پس از مرگ شوهرش در خیابان ۱۰۱ لانگفیلو در دیترویت ساکن شد.
برادران فیشر که در پایه‌گذاری شرکت بادی فیشر سهم داشتند عبارت بودند از:
- فریدریک جان(۲ ژانویه ۱۸۷۸- ۱۴ ژوئیه ۱۹۴۱)
- چارلز تامس(۱۶ فوریه ۱۸۸۰- ۸ اوت ۱۹۶۳)
- ویلیام اندرو(۲۱ سپتامبر ۱۸۸۶- دسامبر ۱۹۶۹)
- لارنس پیتر(۱۹ اکتبر ۱۸۸۸ در نورواک اهایو- ۳ سپتامبر ۱۹۶۱ در دیترویت میشیگان)
- ادوارد اف(۲۳ فوریه ۱۸۹۱- ۱۷ ژانویه ۱۹۷۲)
- آلفرد جی(۷ دسامبر ۱۸۹۲- ۹ اکتبر ۱۹۶۳)
- هاوارد ای(۱۰ مارس ۱۹۰۲- ۱۳ آوریل ۱۹۴۲)